# Црква Светог Марка у Венецији
Црква Светог Марка (итал. Basilica di San Marco a Venezia) је најпознатија црква у Венецији. Црква је фасадом окренута ка Тргу Светог Марка, док се остатак грађевине налази у склопу комплекса Дуждове палате.
Изградња цркве је започела када су млетачки трговци 828. године украли мошти Светог Марка из Александрије у Египту. Прва верзија цркве је изгорела у побуни током 976. године. И друга црква није дуго трајала будући да је дужд Доменико Контарини сматрао како је превише скромна у односу на остале цркве у граду. Данашњи изглед је добила 1063. године. Црква Светог Марка је саграђена по узору на цариградску Цркву Светих апостола која до данас није сачувана.
Првобитна Црква Светог Марка била је неукрашена, без фресака и скулптура. Највише уметничких дела, скулптура и фресака, донето је након пљачке Цариграда и Аје Софије у четвртом крсташком рату 1204. године.

## Црква Светог Марка и Цариград
Дужд Енрико Дандоло је директно подстакао крсташе у освајање Цариграда. Цариград је заузет и опљачкан 13. априла 1204. године. Најзначајнији ратни трофеји су такозвана Цариградска или Тријумфална квадрига, четири коња која су дуго красила цариградски Хиподром. Оригинали потичу из антике и сматра се да су украшавали Трајанов стуб. Опљачкана су и многа друга уметничка дела и симболи моћи. Неки од значајнијих су скулптурална композиција од порфира, позната као Тетрархија и златни олтар (Pala d'Oro).